# Ruda (okręg Hunedoara)
Ruda – wieś w Rumunii, w okręgu Hunedoara, w gminie Ghelari. W 2011 roku liczyła 165 mieszkańców.